# Живецке
Живецке (пол. Jezioro Żywieckie) — польское водохранилище (искусственное озеро), которое расположено на реке Сола около Живца, на границе Живецкой впадины и горного хребта Малые Бескиды. Образовано в 1966 году путём затопления нескольких деревень: Зажече, Тресна, Задзеле и Стары-Живец.
Водохранилище Живецке появилось благодаря строительству плотины на реке Сола. Её длина составляет 310 м, высота 39 м над уровнем моря, построена в 41,9 км от реки (район водосбора Солы по профилю в Тресне составляет 1036,6 км²).

## Характеристика
Основные морфометрические параметры водохранилища таковы:
- Общий объём — 94,6 млн м³
- Мёртвый объём пласта — 3,2 млн м³
- Постоянный объём наводнения — 23,1 млн м³
- Компенсационный объём — 67,7 млн м³
- Максимальный уровень плотин — 344,86 м над уровнем моря
- Нормальный уровень плотин — 342,56 м над уровнем моря
- Минимальный уровень плотин — 320,94 м над уровнем моря

При нормальном уровне воды параметры водохранилища таковы:
- Максимальная длина — 6,6 км
- Средняя длина — 6,25 км
- Длина береговой линии — 33,7 км
- Максимальная ширина — 3,1 км
- Ширина в центральной части — 2,5 км
- Средняя ширина — 1,51 км
- Максимальная глубина — 26,8 м
- Средняя глубина — 8,6 км

## Использование
Плотина является частью ГЭС мощностью 21 МВт. В настоящее время водохранилище используется не только для выработки электроэнергии, защиты от наводнений и регулирования притоков Верхней Вислы, но и в туристических целях. Водохранилище систематически заполняется илом при помощи речных насосов, и материалом, который поступает из абразива берегов. Предполагается, что в течение 70 лет с момента постройки объём уменьшится примерно на 50 %. В 2015 году из-за засухи уровень воды снизился на 2 метра, что позволило значительно лучше разглядеть и исследовать дно.

## Известные события
- Ежегодно в августе на водохранилище проводится регата в памяти Адама Банашека.
- 15 ноября 1978 года около водохранилища произошла автокатастрофа[пол.]. В 5 часов утра два автобуса Autosan H9 и Autosan H09, которые везли шахтёров на шахту по добыче каменного угля «Бжешче», сорвались и упали в воды водохранилища Живецке с высоты 18 м. Погибло 30 человек, 9 чудом спаслись. О трагедии напоминает мемориальная доска на мосту.

## Галерея
- Вид на водохранилище с вершины Шкшичне
- Вид на водохранилище с вершины Жар
- Водохранилище и гора Шкшичне